# Давидівка (Волгоградська область)
Давидівка (рос. Давыдовка) — село у Дубовському районі Волгоградської області Російської Федерації.
Населення становить 668  осіб. Входить до складу муніципального утворення Давидовське сільське поселення.

## Історія
Село розташоване у межах українського історичного та культурного регіону Жовтий Клин.
Згідно із законом від 14 березня 2005 року № 1026-ОД органом місцевого самоврядування є Давидовське сільське поселення.

## Населення
| 2009 | 2010 | 2012 | 2013 | 2014 | 2015 | 2016 |
| ---- | ---- | ---- | ---- | ---- | ---- | ---- |
| 5500 | ↘732 | ↗734 | ↘716 | ↘704 | ↘687 | ↘667 |
| 2017 |      |      |      |      |      |      |
| ↗668 |      |      |      |      |      |      |